# Bilan saison par saison de l'USAM Nîmes Gard
Cet article présente le bilan saison par saison de l'USAM Nîmes Gard depuis 1969.

## Bilan saison par saison
| Saison    | Compétitions nationales | Compétitions nationales | Compétitions nationales | Compétitions nationales | Coupes européennes         |
| Saison    | Niv.                    | Championnat             | Coupe de France         | Coupe de la ligue       | Coupes européennes         |
| --------- | ----------------------- | ----------------------- | ----------------------- | ----------------------- | -------------------------- |
| 1966-1967 | 4                       | 1er                     | Pas de compétition      | Pas de compétition      | Non qualifié               |
| 1967-1968 | 3                       | 4e                      | Pas de compétition      | Pas de compétition      | Non qualifié               |
| 1968-1969 | 3                       | 2e                      | Pas de compétition      | Pas de compétition      | Non qualifié               |
| 1969-1970 | 3                       | 1er                     | Pas de compétition      | Pas de compétition      | Non qualifié               |
| 1970-1971 | 2                       | Demi-finale             | Pas de compétition      | Pas de compétition      | Non qualifié               |
| 1971-1972 | 1                       | 14e                     | Pas de compétition      | Pas de compétition      | Non qualifié               |
| 1972-1973 | 1                       | 17e                     | Pas de compétition      | Pas de compétition      | Non qualifié               |
| 1973-1974 | 2                       | ?e                      | Pas de compétition      | Pas de compétition      | Non qualifié               |
| 1974-1975 | 2                       | ?e                      | Pas de compétition      | Pas de compétition      | Non qualifié               |
| 1975-1976 | 2                       | 2e                      | 1/16 finale             | Pas de compétition      | Non qualifié               |
| 1976-1977 | 1                       | 14e                     | Pas de compétition      | Pas de compétition      | Non qualifié               |
| 1977-1978 | 1                       | 12e                     | ?                       | Pas de compétition      | Non qualifié               |
| 1978-1979 | 1                       | 18e                     | Pas de compétition      | Pas de compétition      | Non qualifié               |
| 1979-1980 | 2                       | ?e                      | Pas de compétition      | Pas de compétition      | Non qualifié               |
| 1980-1981 | 2                       | ?e                      | Pas de compétition      | Pas de compétition      | Non qualifié               |
| 1981-1982 | 2                       | 2e                      | Pas de compétition      | Pas de compétition      | Non qualifié               |
| 1982-1983 | 1                       | 8e                      | Pas de compétition      | Pas de compétition      | Non qualifié               |
| 1983-1984 | 1                       | 3e                      | Pas de compétition      | Pas de compétition      | Non qualifié               |
| 1984-1985 | 1                       | 3e                      | Vainqueur               | Pas de compétition      | C3 : 1/8 de finale         |
| 1985-1986 | 1                       | 2e                      | Vainqueur               | Pas de compétition      | C2 : 1/8 de finale         |
| 1986-1987 | 1                       | 2e                      | 1/4 de finale           | Pas de compétition      | C2 : 1/4 de finale         |
| 1987-1988 | 1                       | 1er                     | Pas de compétition      | Pas de compétition      | C3 : 1/4 de finale         |
| 1988-1989 | 1                       | 2e                      | finale                  | Pas de compétition      | C1 : 2e tour               |
| 1989-1990 | 1                       | 1er                     | ?                       | Pas de compétition      | C2 : 1/8 de finale         |
| 1990-1991 | 1                       | 1er                     | 1/4 finale              | Pas de compétition      | C1 : 1/4 de finale         |
| 1991-1992 | 1                       | 4e                      | 1/8 finale              | Pas de compétition      | C1 : 1/4 de finale         |
| 1992-1993 | 1                       | 1er                     | 1/2 finale              | Pas de compétition      | N.Q.                       |
| 1993-1994 | 1                       | 2e (rétrogradé)         | Vainqueur               | Pas de compétition      | C1 : 3e                    |
| 1994-1995 | 2                       | 4e                      | 2e tour                 | Pas de compétition      | C2 : 1/16 de finale        |
| 1995-1996 | 2                       | 5e                      | 1/16 de finale          | Pas de compétition      | Non qualifié               |
| 1996-1997 | 2                       | 4e                      | 1/16 de finale          | Pas de compétition      | Non qualifié               |
| 1997-1998 | 2                       | 4e                      | ?                       | Pas de compétition      | Non qualifié               |
| 1998-1999 | 2                       | 7e                      | 1/16 de finale          | Pas de compétition      | Non qualifié               |
| 1999-2000 | 2                       | 8e                      | 1/4 de finale           | Pas de compétition      | Non qualifié               |
| 2000-2001 | 2                       | 1er                     | 1/2 finale              | Pas de compétition      | Non qualifié               |
| 2001-2002 | 1                       | 10e                     | 1/2 finale              | N.Q.                    | Non qualifié               |
| 2002-2003 | 1                       | 9e                      | 1/16 de finale          | N.Q.                    | Non qualifié               |
| 2003-2004 | 1                       | 10e                     | Pas de compétition      | N.Q.                    | Non qualifié               |
| 2004-2005 | 1                       | 10e                     | 1/8 de finale           | 1/4 de finale           | Non qualifié               |
| 2005-2006 | 1                       | 6e                      | 1/8 de finale           | 1/4 de finale           | Non qualifié               |
| 2006-2007 | 1                       | 5e                      | 1/8 de finale           | 1/4 de finale           | Non qualifié               |
| 2007-2008 | 1                       | 5e                      | 1/8 de finale           | 1/2 finale              | Non qualifié               |
| 2008/2009 | 1                       | 9e                      | 1/8 de finale           | 1/8 de finale           | Non qualifié               |
| 2009-2010 | 1                       | 8e                      | 16e finale              | 1/8 de finale           | Non qualifié               |
| 2010-2011 | 1                       | 10e                     | 1/8 de finale           | 1/4 de finale           | Non qualifié               |
| 2011-2012 | 1                       | 14e                     | 1/8 de finale           | 1/8 de finale           | Non qualifié               |
| 2012-2013 | 2                       | 1er                     | 1/8 de finale           | N.Q.                    | Non qualifié               |
| 2013-2014 | 1                       | 10e                     | 1/8 de finale           | 1/8 de finale           | Non qualifié               |
| 2014-2015 | 1                       | 8e                      | 1/8 de finale           | 1er tour                | Non qualifié               |
| 2015-2016 | 1                       | 8e                      | 1/8 de finale           | 1er tour                | Non qualifié               |
| 2016-2017 | 1                       | 10e                     | 1/8 de finale           | 1er tour                | Non qualifié               |
| 2017-2018 | 1                       | 8e                      | Finale                  | 1er tour                | Non qualifié               |
| 2018-2019 | 1                       | 5e                      | 1/8 de finale           | 1/8 de finale           | Non qualifié               |
| 2019-2020 | 1                       | 3e                      | 1/8 de finale           | 1/4 de finale           | C3 : Annulée (ph. groupes) |
| 2020-2021 | 1                       | 5e                      | N.Q.                    | Pas de compétition      | C3 : 1/8 de finale         |
| 2021-2022 | 1                       | 6e                      | 4e tour                 | 1/4 de finale           | C3 : 1/8 de finale         |

1. ↑  C1 : Coupe des Clubs Champions puis Ligue des champions, C2 : Coupe des Vainqueurs de Coupe, C3 : Coupe de l'IHF/EHF puis Ligue européenne